# 621-й отдельный разведывательный артиллерийский дивизион
621-й отдельный разведывательный артиллерийский дивизион Резерва Главного Командования — воинское формирование Вооружённых Сил СССР, принимавшее участие в Великой Отечественной войне.
Сокращённое наименование — 621-й орадн РГК.

## История
Сформирован в г. Саранск в октябре 1942 г. В действующей армии с 12.12.1942 по 21.05.1944.
В ходе Великой Отечественной войны вёл артиллерийскую разведку в интересах артиллерийских частей 10-й ад, артиллерии соединений и объединений Воронежского и 1-го Украинского фронтов.
21 мая 1944 года в соответствии с приказом НКО СССР от 16 мая 1944 года № 0019 621-й орадн обращён на формирование 40-й гв. пабр 3-й гв. армии 1-го Украинского фронта . .

## Состав
с декабря 1942 года
- Штаб
- Хозяйственная часть
- батарея звуковой разведки (БЗР)
- батарея топогеодезической разведки (БТР)
- батарея оптической разведки БОР)
- фотограмметрический взвод (ФВ)
- хозяйственный взвод

с октября 1943 года
- Штаб
- Хозяйственная часть
- 1-я батарея звуковой разведки (1-я БЗР)
- 2-я батарея звуковой разведки (2-я БЗР)
- батарея топогеодезической разведки (БТР)
- взвод оптической разведки (ВЗОР)
- фтограмметрический взвод (ФВ)
- хозяйственный взвод

## Подчинение
| Дата                | Фронт                | Армия         | Корпус | Дивизия | Бригада | Примечания |
| ------------------- | -------------------- | ------------- | ------ | ------- | ------- | ---------- |
| 12.12.42 −4.04.43г. | Воронежский фронт    | 40-я армия    | -      | 10-я ад | -       | -          |
| 4.04.43 −26.04.43г  | Воронежский фронт    | 21-я армия    | -      | 10-я ад | -       | -          |
| 26.04.43-1.05.43г.  | Воронежский фронт    | 21-я армия    | -      | -       | -       | -          |
| 1.05.43-3.08.43г.   | Воронежский фронт    | 6-я гв. армия | -      | -       | -       | -          |
| 3.08.43-3.09.43г.   | Воронежский фронт    | 27-я армия    | -      | -       | -       | -          |
| 3.09.43-30.09.43г.  | Воронежский фронт    | 52-я армия    | -      | -       | -       | -          |
| 30.09.43-20.10.43г. | Воронежский фронт    | 47-я армия    | -      | -       | -       | -          |
| 20.09.43-27.10.43г. | 1-й Украинский фронт | 47-я армия    | -      | -       | -       | -          |
| 27.10.43-19.12.43г. | 1-й Украинский фронт | 27-я армия    | -      | -       | -       | -          |
| 19.12.43-30.12.43г. | 1-й Украинский фронт | -             | -      | -       | -       | -          |
| 30.12.43-12.02.44г. | 1-й Украинский фронт | 1-я гв. армия | -      | -       | -       | -          |
| 12.02.44-23.04.44г. | 1-й Украинский фронт | 18-я армия    | -      | -       | -       | -          |
| 23.04.44-21.05.44г. | 1-й Украинский фронт | 3-я гв. армия | -      | -       | -       | -          |

## Командование дивизиона
Командир дивизиона
- капитан, майор Крючков Борис Сергеевич

Начальник штаба дивизиона
- ст. лейтенант, капитан, майор Пильчуй Гордей Яковлевич

Заместитель командира дивизиона по политической части
- капитан, майор Чубаров Иван Романович

Помощник начальника штаба дивизиона
- ст. лейтенант Евстигнеев Иван Васильевич

Помощник командира дивизиона по снабжению

## Командиры подразделений дивизиона
Командир 1-й БЗР
- ст. лейтенант Бирюков Василий Иванович

Командир 2-й БЗР
- ст. лейтенант Лобов Павел Максимович

Командир БТР
- гв. ст. лейтенант Терещенко Пётр Иванович

Командир ВЗОР
- лейтенант Патрикушин Алексей Платонович

Командир ФГВ
- ст. лейтенант Косенко Григорий Михайлович